# Dimitri Cavaré
Dimitri Cavaré, né le 5 février 1995 à Pointe-à-Pitre, est un footballeur français, international guadeloupéen, qui évolue au poste d'arrière droit au club turc d'Esenler Erokspor.

## Biographie

### En club

#### RC Lens (2010-2015)
Dimitri Cavaré intègre le RC Lens en 2010 après avoir été membre de plusieurs clubs guadeloupéens,. Il joue son premier match en Ligue 2 lors de la réception d'Auxerre le 17 août 2013, un match remporté par Lens quatre buts à un avec une passe décisive de Cavaré à Pablo Chavarria pour le dernier but lensois. C'est le seul match disputé en Ligue 2 par Cavaré dans cette saison qui se solde pour Lens par une montée en Ligue 1.
Au sein d'un effectif lensois limité en raison des problèmes financiers du club, Cavaré est régulièrement titulaire en Ligue 1, notamment à partir de la huitième journée. Initialement porteur du numéro 33 réservé à des joueurs du centre de formation, Cavaré reçoit en octobre le numéro 3. Après 18 matchs de Ligue 1 au compteur et devant l'impossibilité pour l'actionnaire Hafiz Mammadov d'amener des liquidités, Dimitri Cavaré s'engage contre 3 M€ avec le Stade rennais qu'il rejoindra à la fin de la saison en cours. Quelques jours plus tard, un classement établi par le Centre international d'étude du sport, le positionne comme le cinquième défenseur le plus expérimenté dans les grands championnats parmi les joueurs de son année de naissance, derrière Luke Shaw (Manchester United), Calum Chambers (Arsenal), son coéquipier Jean-Philippe Gbamin et José Gayà (Valence).
Le samedi 14 février 2015, lors de la réception d'Évian Thonon Gaillard, concurrent direct pour le maintien, Dimitri Cavaré se blesse au genou en début de seconde période d'un match où Lens s'incline 0-2. Le latéral lensois se voit diagnostiquer une rupture des ligaments croisés du genou droit qui met fin à sa saison et constitue donc sa dernière apparition sous le maillot lensois. Il s'agit pour Cavaré de la deuxième blessure de ce type à ce genou, ce qui est un signe de fragilité physique.

#### Stade rennais (2015-2017)
Dimitri Cavaré arrive donc blessé à Rennes à l'intersaison 2015. Le 28 juillet 2015, alors en pleine rééducation, le jeune latéral se blesse une nouvelle fois aux ligaments de ce genou après une chute à son domicile selon le club. Alors qu'il n'a toujours pas porté le maillot de son nouveau club, son absence est prolongée de six mois supplémentaires minimum. À tout juste 20 ans, le défenseur est victime de sa troisième rupture des ligaments du genou droit. Le 3 avril 2016, plus d'un an après sa première rupture des ligaments avec Lens, Dimitri Cavaré joue ses premières minutes pour le club breton en participant à une victoire avec l'équipe réserve.

#### Barnsley FC (2017-2020)
Le 17 août 2017, Dimitri Cavaré est transféré au Barnsley FC, club de deuxième division anglaise avec lequel il signe un contrat de deux ans.

#### FC Sion (2020-2023)
Le 17 février 2020, alors qu'il lui restait quatre mois avant la fin de son contrat, Cavaré signe avec le club suisse du Football Club de Sion pour un montant indéterminé.
Le 7 janvier 2022, il prolonge son contrat jusqu'en 2023.
Son contrat prend fin le 1er Juillet 2023 . L'international guadeloupéen aura donc disputé 71 matchs , inscrit 7 buts et délivré 3 passes décisives sous les couleurs du club valaisan du FC Sion .

### Ümraniyespor (2023-)
Dimitri Cavaré rejoint le club turc Ümraniyespor Kulubu , qui évolue en 2ème division turque , en toute fin fin de mercato estival .

### En sélection nationale
Dimitri Cavaré compte deux sélections en équipe de France -20 ans. Ces deux matchs sont disputés en octobre 2014 contre la République tchèque. Remplaçant pour le premier match, il entre en jeu et inscrit un but synonyme de match nul. Il est titulaire lors du deuxième match que gagne la France,.
Dimitri Cavaré fait le choix de représenter son île d'origine, la Guadeloupe , en 2018 . Il dispute alors la campagne de Gold Cup de 2021 avec la Sélection de la Guadeloupe.
En juin 2025, il est convoqué pour disputer la Gold Cup 2025.

## Statistiques
| Saison                | Club                  | Championnat           | Championnat | Championnat | Coupe nationale | Coupe nationale | Coupe de la Ligue | Coupe de la Ligue | Total | Total |
| Saison                | Club                  | Division              | M.          | B.          | M.              | B.              | M.                | B.                | M.    | B.    |
| 2013–2014             | RC Lens               | Ligue 2               | 1           | 0           | 0               | 0               | 0                 | 0                 | 1     | 0     |
| 2014–2015             | RC Lens               | Ligue 1               | 18          | 0           | 1               | 0               | 1                 | 0                 | 20    | 0     |
| Sous-total            | Sous-total            | Sous-total            | 19          | 0           | 1               | 0               | 1                 | 0                 | 21    | 0     |
| 2014–2015             | RC Lens (prêt)        | Ligue 1               | 2           | 0           | 0               | 0               | 0                 | 0                 | 2     | 0     |
| 2015-2016             | Stade rennais FC      | Ligue 1               | 0           | 0           | 0               | 0               | 0                 | 0                 | 0     | 0     |
| 2016–2017             | Stade rennais FC      | Ligue 1               | 2           | 0           | 1               | 0               | 2                 | 0                 | 5     | 0     |
| Sous-total            | Sous-total            | Sous-total            | 4           | 0           | 1               | 0               | 2                 | 0                 | 7     | 0     |
| Total sur la carrière | Total sur la carrière | Total sur la carrière | 23          | 0           | 2               | 0               | 3                 | 0                 | 28    | 0     |

## Palmarès

### En club
- Barnsley
  - Vice-champion de League One (D3) en 2019

### Distinctions personnelles
- Membre de l'équipe-type de D3 anglaise en 2019.